# Rancho del Cielo

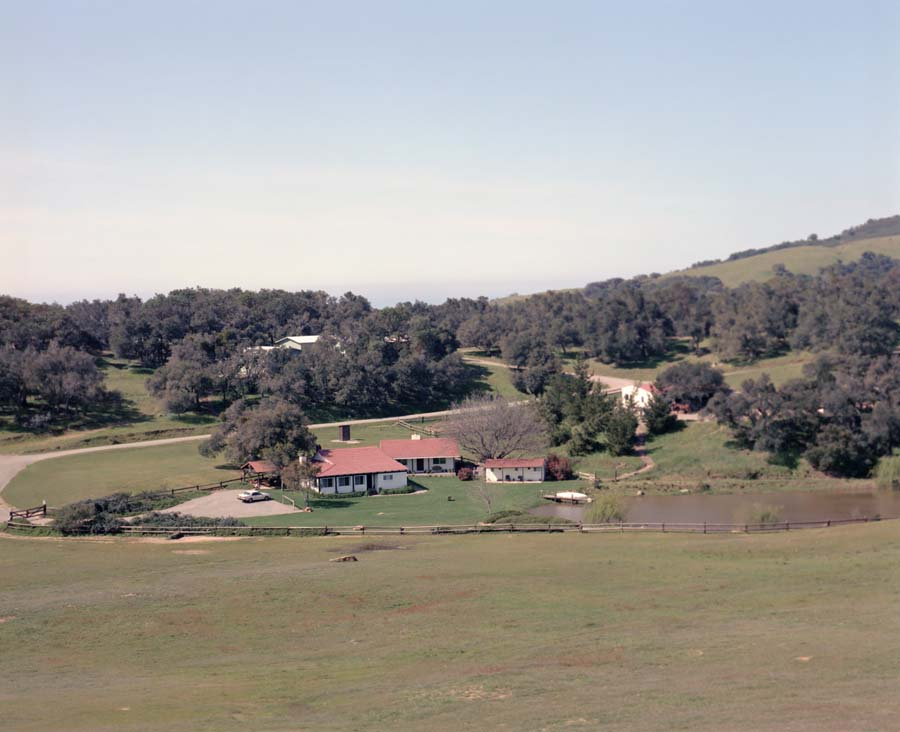
Rancho del Cielo — in het midden de ranch die behoorde aan President en Mrs. Reagan, "Lake Lucky" (rechts), en de stal voor de paarden.

Rancho del Cielo (Spaans voor 'ranch van de hemel') is een 2,78 km² grote ranch in de Santa Ynez Mountains ten noordwesten van Santa Barbara, in de Amerikaanse staat Californië. Het diende als vakantiehuis voor president Ronald Reagan en first lady Nancy Reagan.

## Geschiedenis
De ranch had oorspronkelijk de naam Rancho de los Picos, vernoemd naar Jose Jesús Pico, een Mexicaanse immigrant die het oorspronkelijk lemen huis in 1871 bouwde. De familie Pico bezat de ranch tot 1941, toen een van de Pico's zonen het voor $6.000 aan Frank Flournoy verkocht, een landmeter uit Santa Barbara County. Flournoy verkocht de boerderij aan Roy en Rosalie Cornelius, die de gronden van de ranch verder uitbreidden.

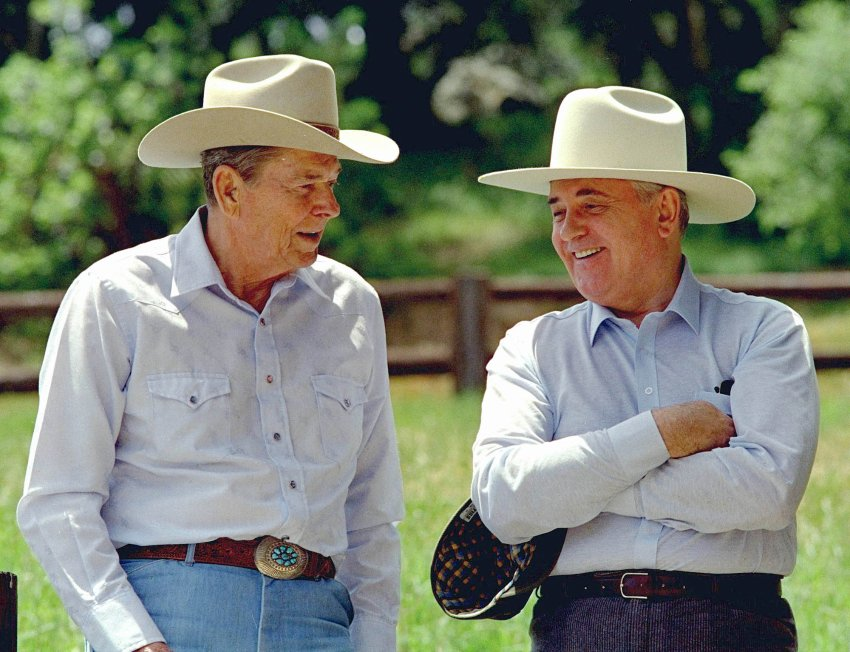
Reagan en Gorbatsjov op de ranch met Stetsons op hun hoofd.

De Reagans kochten de ranch in 1974, toen Ronald Reagans tweede termijn als gouverneur van Californië ten einde was, van de Corneliuses voor ongeveer 527.000 dollar. De Reagans brachten tijdens Ronald Reagans presidentschap hun vakanties door op de ranch, die bekend werd als het Western White House. Reagan ondertekende er de Economic Recovery Tax Act in 1981. Hij ontving er onder andere de Britse premier Margaret Thatcher, koningin Elizabeth II en de Sovjet-leider Michail Gorbatsjov. Na afloop van het presidentschap verhuisden de Reagans naar Bel Air (Los Angeles), maar ze behielden Rancho del Cielo wel als buitenverblijf. Ronald Reagan bezocht de ranch voor het laatst in 1995; Nancy Reagan in 1998. Daarna werd de ranch verkocht aan de Young America's Foundation, een conservatieve groep die het bewaart als "een levend monument van Reagans ideeën, waarden, en duurzame prestaties". De ranch is gesloten voor het brede publiek.